# Promontorium Heraclides

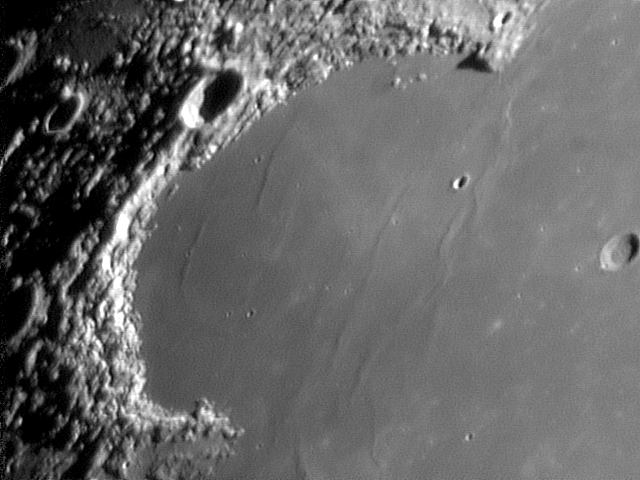
Le Promontorium Heraclides situé au sud-ouest du Sinus Iridum.

Le Promontorium Heraclides (promontoire des Héraclides en français) est un promontoire montagneux situé dans la Mare Imbrium sur le côté de la Lune.
Les coordonnées sélénographiques du Promontorium Heraclides sont 40,3, −33,2. Son diamètre est de 50 km. 
Ce promontoire marque la limite ouest de la baie de Sinus Iridum.

## Historique

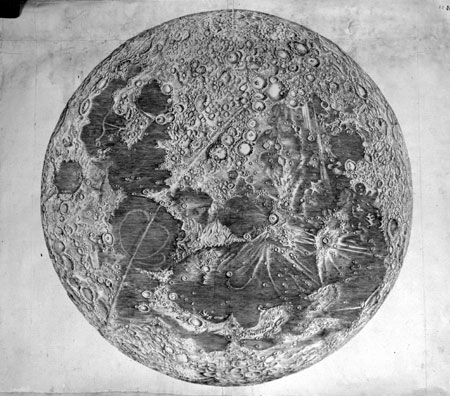
Cœur et tête de femme lunaire sur la carte de Cassini.

Le Promontorium Heraclides est nommé par l'astronome Giovanni Battista Riccioli en 1651 dans son Almagestum novum, en mémoire d'Héraclide du Pont, un philosophe et astronome grec. 
Le 12 février 1679, l'astronome Giovanni Domenico Cassini présente à l’Académie des sciences sa carte de la lune qui comporte un grand cœur gravé dans la mer de la Sérénité et un visage féminin dessiné en lieu et place du promontoire des Héraclides (relief désormais connu sous le nom de « tête de femme »). S’agit-il d'un exemple de paréidolie ou d’une déclaration d’amour de Cassini à sa fille ou à sa jeune femme Geneviève de Laistre qu’il a épousée en 1673. 
La sonde lunaire soviétique Luna 17 a atterri à une trentaine de kilomètres du Promontorium Heraclides le 17 novembre 1970.